# 6920 Esaki
A 6920 Esaki (ideiglenes jelöléssel 1993 JE) a Naprendszer kisbolygóövében található aszteroida. Endate Kin és Vatanabe Kazuró fedezte fel 1993. május 14-én.